# مكتبة سي++ القياسية
المكتبة القياسية في لغة البرمجة سي++ هي مجموعة من الأصناف والدوال موجودة في نواة اللغة. توفر المكتبة القياسية عدة محتويات عامة، كما توفر الدوال لاستخدام هذه المحتويات، بالإضافة إلى كائنات الدوال، والسلاسل والجداول العامة. يتم الإعلان (declaration) عن خواص المكتبة القياسية من خلال نطاق "std". مكتبة القالب القياسية هي جزء من مكتبة سي++ القياسية، وتحتوي على الحاويات، والحسابات، والمعيدات، وكائنات الدوال، وغير ذلك. لا تنتهي ملفات الصديرة (header files) في سي++ بحرف ".h"، ولكنها تنتهي أحياناً بكلمة ".hpp".

## الصديرات القياسية
يزود صنف std::bitset، وهو صفيف بتات
- <deque>

يزود قالب الصنف std::deque
- <list>

يزود قالب الصنف std::list، وهو قائمة متصلة مضاعفة (doubly-linked list)
- <map>

يزود قالبي الصنف std::map و std::multimap
- <queue>

يزود صنف std::queue، وهو طابور ذو نهاية فردية
- <set>

يزود قالبي الصنف std::set و std::multiset
- <stack>

يزود صنف std::stack، وهو مكدس
- <vector>

يزود قالب الصنف std::vector، وهو صفيف حركي

### الصديرات (Headers) العامة
- <algorithm>

يزود تعريفات العديد من حاويات الخوارزميات
- <functional>

يزود عدة كائنات دوال للاستعمال مع الخوارزميات القياسية
- <iterator>

يزود أصناف وقالب للمعيدات (iterators)
- <locale>

يزود أصناف وقالب للمواضع (locales)
- <memory>

يزود التسهيلات لإدارة الذاكرة في سي++، مثل قالب الصنف std::auto_ptr
- <stdexcept>

يزود الأصناف القياسية الاستثنائية مثل std::logic_error و std::runtime_error المشتقتان من std::exception
- <utility>

يزود قالب التصنيف std::pair للعمل على اثنين من الكائنات

### السلاسل (Strings)
- <string>

يزود الأصناف والقوالب القياسية للسلاسل في سي++

### الجداول (Streams) والإدخال/الإخراج
- <fstream>

يزود التسهيلات في عملية الإدخال والإخراج من الملفات
- <ios>

يزود عدة أنماط ودوال لعمليات iostream (جداول الإدخال/الإخراج)
- <iostream>

يزود أساسيات الإدخال/الإخراج في سي++
- <iosfwd>

يزود إعلانات (declarations) مسبقة لعدة قوالب صنف مرتبطة بالإدخال/الإخراج
- <iomanip>

يزود التسهيلات لمعالجة شكل المخرجات
- <istream>

يزود قالب الصنف std::istream والأصناف الأخرى لعملية الإدخال
- <ostream>

يزود قالب الصنف std::ostream والأصناف الأخرى لعملية الإخراج
- <sstream>

يزود قالب الصنف std::sstream والأصناف الأخرى لمعالجة السلاسل

### الصديرات القياسية العددية
- <complex>

يزود قالب الصنف std::complex والدوال الأخرى للتعامل مع الأعداد المركبة
- <numeric>

يزود الخوارزميات للمعالجة العددية
- <valarray>

يزود قالب الصنف std::valarray، وهو صنف جدولي (array class) للمعالجة العددية

### دعم اللغة
- <exception>

يزود عدة أنماط ودوال مرتبطة بالتحكم بالاستثنائات مثل std::exception
- <limits>

يزود صنف القالب std::numeric_limits، الذي يستخدم لوصف الخواص الأساسية للأنماط العددية
- <typeinfo>

يزود التسهيلات للعمل مع RTTI في سي++ (RunTime Type Information)